# Ornativalva antipyramis
Ornativalva antipyramis is een vlinder uit de familie tastermotten (Gelechiidae). De wetenschappelijke naam is voor het eerst geldig gepubliceerd in 1925 door Meyrick.
De soort komt voor in Europa.